# Puriner
Puriner är en grupp heterocykliska kväveföreningar. Ämnen i denna grupp är mycket vanliga i celler, där de ingår i DNA och RNA samt fungerar som energibärare.
Till skillnad från pyrimidiner har puriner två ringar. Annat nämnvärt är att det i en DNA-molekyl alltid är en purin som sitter ihop med en pyrimidin. T.ex.: Adenin-Tymin.
Exempel på puriner:
- Purin
- Adenin
- Guanin
- Hypoxantin
- Xantin
- Teobromin
- Teofyllin
- Koffein
- Urinsyra